# Solange Fernex
Solange Fernex (née Solange de Turckheim), née le 15 avril 1934 à Strasbourg, et morte le 11 septembre 2006 à Biederthal (Haut-Rhin), est une pacifiste et femme politique française.

## Biographie

### Enfance
Issue d'une famille de la noblesse, Solange a vécu une enfance sombre marquée par la guerre. Orpheline de père, mort en 1940 sous l'uniforme, elle a dû soutenir sa mère après le départ de son grand frère. Elle grandit dans une Alsace annexée au Reich et se montre déjà rebelle en refusant de se rendre à l'école, où l'idéologie nationale-socialiste est imposée.

### Vie de famille
Elle se considère chanceuse d'avoir un « bon mari », Michel Fernex ; le couple partage les mêmes convictions et leur complicité leur permet de concilier militantisme et vie familiale, notamment pour la garde de leurs quatre enfants. Les revenus de son mari, médecin et chercheur, lui permettent de s'investir à plein temps et de façon bénévole dans son activité militante.

### Parcours politique
En 1973, Solange Fernex est la suppléante du premier candidat écologiste en France, Henri Jenn, 32 ans, à l'occasion du premier tour des élections législatives à Mulhouse. Avec un autre Alsacien, Antoine Waechter, elle participe à la fondation du premier mouvement écologiste, Écologie et survie.
Elle mène ensuite la liste Europe Écologie lors des premières élections européennes, en 1979. Cette liste obtient 4,39 % des suffrages, totalisant 888 134 voix.
Elle est députée européenne entre 1989 et 1991, et conseillère municipale de Biederthal de 1977 à 2001.

### Parcours militant et associatif
En 1977, Solange Fernex jeûne 23 jours pour avertir des dangers de la centrale nucléaire de Fessenheim.
En 1983, elle participe au Jeûne pour la vie, en jeûnant 40 jours à Paris pour le désarmement nucléaire. Sa famille, notamment son mari et ses enfants s'engagent à ses côtés pour la soutenir et faire connaître l'action.
En 1984, elle participe à la fondation des Verts. Elle est membre du Conseil d'administration du Centre de documentation et de recherche sur la paix et les conflits rebaptisé Observatoire des armements.
En 1999, elle s'oppose aux bombardements de l'OTAN lors de la guerre du Kosovo en signant la pétition « Les Européens veulent la paix », initiée par le collectif pro-serbe Non à la guerre.
Elle reçoit, en septembre 2001, pour son engagement contre l'armement nucléaire, le prix de l'avenir sans nucléaire (Nuclear-Free Future Award). La même année, elle crée avec son mari Michel Fernex, médecin, et quelques amis l'association « Enfants de Tchernobyl Bélarus » pour venir en aide aux enfants des régions de la Biélorussie contaminées à la suite de la catastrophe nucléaire de Tchernobyl et aider la recherche indépendante liée à cette catastrophe.
Présidente de la section française de la Ligue internationale des femmes pour la paix et la liberté, elle est membre du comité de parrainage de la Coordination française pour la Décennie de la culture de paix et de non-violence.
Âgée de 72 ans, Solange Fernex meurt le 11 septembre 2006 à Biederthal, des suites d’un cancer.
Une école maternelle porte son nom dans l'écoquartier du Danube à Strasbourg et une allée porte son nom dans l’écoquartier de la ville de Bessancourt.

## Publications
- Solange Fernex, « Marckholsheim : une lutte exemplaire », Combat Nature, n°18, février 1978, pp. 4 à 7.
- Solange Fernex, « Les Verts Allemands à l'assaut de Strasbourg », La Gueule Ouverte, no 254,‎ 28 mars 1979, p. 8 (lire en ligne [PDF])

## Idées politiques

### Inspirations
Solange Fernex s'identifie volontiers aux sorcières, figures d'opposition à l'ordre établi.

### Filmographie
- La Petite Étincelle, Daniel Coche, Dora films, 2014[9].